# Секфю, Дьюла
Дьюла Секфю (венг. Szekfű Gyula; 23 мая 1883, Секешфехервар, ‒ 28 июня 1955, Будапешт) — венгерский историк, антилиберальный, антикоммунистический и антисемитский публицист и политический деятель. Член-корреспондент (с 1925) и действительный член (с 1941) Венгерской академии наук.

## Биография
С 1905 до 1906 года работал в Национальном музее Венгрии, с 1908 до 1910 года был стажёром в Национальном архиве. Провёл семнадцать лет в Вене, изучая документы XVI—XVIII веков. С 1925 года — профессор кафедры истории Венгрии нового времени в Будапештском университете.
Испытав влияние Леопольда фон Ранке, Вильгельма Дильтея, Фридриха Мейнеке, стал основателем «духовно-исторической» школы в венгерской историографии, отстаивавшей идею консервативного развития своей страны в духе «христианской общности». В 1920 году опубликовал работу под названием «Три поколения» (венг. Három nemzedék. Egy hanyatló kor története), ставшую одной из самых влиятельных работ в Венгрии межвоенного периода. Он винил в произошедшем разделе страны либеральное прошлое Венгрии, которое, по его мнению, было чуждо её традициям. Отныне в Венгрии, по эго мнению, должна была настать эпоха националистического обновления, в ходе которого следовало отказаться от либерализма, который «соблазнил» венгерское дворянство в союзе с евреями узурпировать у венгерского народа экономическое и культурное единство и лидерство. Одной из главных причин упадка он назвал антинациональный «еврейский дух» и предложил, что Венгрия должна избавиться не только от коммунизма, но и от «породившего его либерализма».
Как и многие другие сторонники Бетлена, ко Второй мировой войне он усомнился в адекватности ориентации на нацистскую Германию, и присоединился к движению за независимость и народный фронт против фашизма. С 1939 по 1944 год был ведущим публицистом антинемецкого оппозиционного издания Magyar Nemzet. Для рождественского выпуска социал-демократической газеты Népszava 1941 года он написал статью «Понятие свободы», содержавшую призыв к национальному единству против нацизма. В сентябре 1942 года на суде над деятелем коммунистического и рабочего движения Золтаном Шёнхерцом был свидетелем защиты. К 120-летию годовщины Шандора Петёфи в январе 1943 года напоминал о его демократических и революционных идеалах.
Скрываясь во время режима ультраправой партии «Скрещённые стрелы», в 1944 году установил контакты с представителями коммунистической, социал-демократической и других антифашистских партий Венгрии. Оставался беспартийным, хотя его приглашали возглавить Христианско-демократическую народную партию. 2 апреля 1945 года был избран в состав Временного национального собрания.
15 октября 1945 года был назначен чрезвычайным и полномочным послом в Венгрии, оставаясь послом Венгрии в СССР до сентября 1948 года, готовил Договор о дружбе, сотрудничестве и взаимной помощи между СССР и Венгерской Республикой. Был депутатом парламента с мая 1953 года, в 1954—1955 годах член Президиума ВНР. Вышедший в свет в 1947 году труд Секфю «После революции» отразил стремление автора критически пересмотреть прежние взгляды, перейдя на демократические позиции.